# Vjatjeslav Zajtsev
Vjatjeslav Aleksejevitj Zajtsev (ryska: Вячеслав Алексеевич Зайцев), född 12 november 1952 i Leningrad, Sovjetunionen (numera Ryssland), död 12 juni 2023, var en rysk volleybollspelare som tävlade för Sovjetunionen. Zajtsev tog två VM-guld, ett OS-guld och sex EM-guld. Han var gift med Irina Pozdnjakova (som satte världsrekord på 200 meter bröstsim 1966) och far till Ivan Zajtsev, som även han vunnit OS-medaljer i volleyboll (för Italien).